# Per Ung
Per Erik Ung (ur. 5 czerwca 1933 w Oslo, zm. 20 czerwca 2013 tamże) – norweski rzeźbiarz. 
Studiował pod kierunkiem Pera Palle Storma w Akademii Sztuk Pięknych w Oslo (norw. Statens Kunstakademi) w latach 1952–1955.
Autor wielu pomników, m.in.:
- aktorki Johanne Dybwad na Johanne Dybwads plass w Oslo
- łyżwiarki Sonji Henie przy Frognerparken w Oslo
- narciarza Birgera Ruuda w Kongsbergu
- badacza polarnego Fridtjofa Nansena na półwyspie Bygdøy w Oslo
- kompozytora Johana Halvorsena przy Teatrze Narodowym w Oslo
- aktorki Wenche Foss przy Teatrze Narodowym w Oslo
- bojownika ruchu oporu Maxa Manusa w Oslo
- bojownika ruchu oporu Gunnara Sønsteby w Oslo[2]

Artysta zajmował się też medalierstwem, reliefami, popiersiami i mniejszymi rzeźbami.